# Vigonovo
Vigonovo – miejscowość i gmina we Włoszech, w regionie Wenecja Euganejska, w prowincji Wenecja.
Według danych na rok 2004 gminę zamieszkiwało 8055 osób, 671,2 os./km².